# Roman Fischer (Fechter)
Roman Fischer (* 3. August 1915 in Wels; † nach 1938) war ein österreichischer Fechter, Gewinner der österreichischen Staatsmeisterschaft und Olympiateilnehmer. Während der Zeit des Nationalsozialismus war er deutscher Meister. Er focht für den Residenz Fechtclub Wien. 

## Erfolge
1934 und 1935 wurde Fischer zweiter, 1936 dritter bei den österreichischen Staatsmeisterschaften mit dem Degen. 1937 konnte er die Meisterschaften mit dem Florett gewinnen. Der Residenzfechtclub gewann zudem mehrere Medaillen in den 1930er-Jahren.
Bei den Olympischen Spielen 1936 in Berlin belegte er mit dem österreichischen Florettteam den vierten Platz hinter Italien, Frankreich und Deutschland. Im Degen schied er sowohl im Einzel als auch mit der Mannschaft in der ersten Runde aus. Im folgenden Jahr gewann er im Herrenflorett zusammen mit Ernst Baylon, Kurt Ettinger, Josef Losert, Hans Lion und Hugo Weczerek die Mannschafts-Bronzemedaille bei den Weltmeisterschaften 1937 in Paris.
Nach dem Anschluss Österreichs wurde Fischer Mitglied der SS, der auf Betreiben des Leiters des Reichssicherheitshauptamts Reinhard Heydrich, selber ein aktiver Fechter, zahlreiche erfolgreiche Fechter angehörten. 1938 holte er bei den deutschen Meisterschaften mit dem Florett den ersten Deutschen Meistertitel für die SS. Anlässlich seines Gewinns der Deutschen Meisterschaften 1938 beurteilte Max Schröder Fischer als etwas über 1,80 Meter groß und „körperlich allgemein gut durchgebildet“. Seine Fechtweise sei „exakt, sauber“ und er sei gleichermaßen stark in Angriff und Verteidigung.
Von Beruf war Fischer Bankbeamter.